# Операция «Табарин»
Операция «Табарин» (англ. Operation Tabarin) — кодовое название секретной британской экспедиции в Антарктику в 1943-46 годах, во время Второй мировой войны. Экспедицию проводило Адмиралтейство от имени Министерства по делам колоний. Основной целью было укрепить британские претензии на суверенитет над британской территорией зависимых Фолклендских островов (FID), на которую Аргентина и Чили предъявили встречные претензии в начале войны.